# Hymenomima camerata
Hymenomima camerata là một loài bướm đêm trong họ Geometridae.